# Frances Northcutt
Frances Northcutt, nota anche con lo pseudonimo di Poppy (Many, 10 agosto 1943), è un'informatica e avvocata statunitense del Texas, che ha iniziato la sua carriera come "calcolatrice" e successivamente come ingegnera nello staff tecnico del programma Apollo della NASA durante la corsa allo spazio.
Durante la missione Apollo 8, è diventata la prima donna ingegnere a lavorare nel centro di controllo missione della NASA.
Successivamente nel corso della sua carriera, Northcutt è diventata avvocata specializzata nei diritti delle donne. All'inizio degli anni '70 ha fatto parte del consiglio di amministrazione della National Organization of Women; lavora e fa volontariato per diverse organizzazioni di Houston che difendono il diritto all'aborto.

## Biografia
Northcutt è nata a Many, in Louisiana, il 10 agosto 1943. È cresciuta a Luling in Texas, trasferendosi poi a Dayton, nello stesso stato, dove ha frequentato dapprima il Dayton High School della Contea di Liberty per proseguire con lo studio della matematica all'Università del Texas ad Austin.

## Carriera

### Ingegnera per il programma Apollo
Dopo la laurea, Northcutt è stata assunta nel 1965 da TRW, un appaltatore aerospaziale per la NASA a Houston, come calcolatrice per il nuovo programma Apollo. Dopo sei mesi, ha ottenuto la sua prima valutazione in seguito alla quale il capo delle operazioni di Houston l'ha voluta promuovere come staff tecnico, il termine usato per il personale che svolgeva lavori di ingegneria. Northcutt è stata la prima donna a lavorare come staff tecnico. La differenza di retribuzione tra il ruolo di calcolatrice e il ruolo di personale tecnico era così grande che la società non disponeva di meccanismi per approvare la promozione di Northcutt. Il responsabile delle operazioni ha dovuto pianificare gli aumenti salariali il più frequentemente possibile in modo che lo stipendio della Northcutt fosse equo rispetto ai suoi colleghi maschi. Questa esperienza diretta con il divario retributivo di genere ha ispirato il successivo attivismo di Northcutt per i diritti delle donne.
Northcutt era di stanza nel centro di controllo missione, nella sala per la pianificazione e l'analisi delle missioni. Insieme al suo team ha progettato la traiettoria per il ritorno sulla Terra dell'equipaggio di Apollo 8. Northcutt ha identificato gli errori nel piano, compresi i calcoli che hanno permesso di ridurre la quantità di carburante utilizzata per orbitare attorno alla Luna. L'Apollo 8 è stata la seconda navicella spaziale Apollo con equipaggio ed è diventata la prima missione con equipaggio a lasciare l'orbita terrestre, raggiungere con successo la Luna, orbitare attorno ad essa e poi tornare sulla Terra in sicurezza il 27 dicembre 1968.
Northcutt ha continuato a lavorare con TRW e la NASA per molti altri anni, lavorando in altre missioni come Apollo 13. Dopo aver appreso dell'esplosione del serbatoio di ossigeno nella missione Apollo 13, Northcutt e gli altri ingegneri che avevano sviluppato il programma per il computer dell'Apollo 13 si sono recati tutti al lavoro per trovare un modo per riportare a casa gli astronauti sani e salvi. Il programma su cui aveva lavorato è stato utilizzato per calcolare le manovre usate per il ritorno della navicella. Northcutt e il Mission Operations Team sono stati successivamente premiati con il Presidential Medal of Freedom Team Award per il loro lavoro fatto su Apollo 13. Nel 2019 Frances Northcutt ha rilasciato un'intervista sul suo lavoro durante il programma Apollo.
Libri e articoli per il pubblico hanno affermato che un cratere lunare vicino al punto in cui è atterrato il modulo lunare Apollo 17 è stato intitolato a lei. Tuttavia, Gene Cernan, il comandante della missione Apollo 17, ha dichiarato in un'intervista per l'Apollo Lunar Surface Journal, che prima della missione, aveva chiamato un cratere con il soprannome che sua figlia aveva usato per uno dei suoi nonni, "Poppie". Nei documenti della NASA il soprannome è stato trascritto male, "Poppy". Gli equipaggi dell'Apollo e l'Ufficio degli astronauti della NASA hanno assegnato nomi non ufficiali alle strutture superficiali lunari per comodità nel riferirsi a loro. Altri nomi dati da Cernan ai crateri vicino al luogo di atterraggio erano "Punk", il suo soprannome per sua figlia, "Frosty" e "Rudolph", i nomi dei personaggi nelle storie di Natale per bambini. Il dizionario geografico della nomenclatura planetaria dell'Unione Astronomica Internazionale / US Geological Survey non ha voci per crateri lunari denominati "Poppie" o "Poppy".

### La lotta per il movimento dei diritti delle donne
Mentre lavorava per TRW, Northcutt ha fatto parte del comitato di azione positiva dell'azienda e ha promosso il miglioramento delle sue politiche di congedo di gravidanza. Essendo una delle poche donne che lavoravano nell'ingegneria, Northcutt è stata sempre più coinvolta nel movimento di liberazione delle donne. Ha contribuito a organizzare manifestazioni, scioperi, discorsi, comunicati stampa e tutto ciò che poteva servire ad aiutare la causa con l'Organizzazione Nazionale delle Donne. Ha parlato molte volte al consiglio comunale di Houston e nel 1974 il sindaco di Houston, in Texas, l'ha nominata come primo avvocato delle donne per la città. In questa posizione ha contribuito a far passare una grande quantità di leggi che hanno migliorato la condizione delle donne. Negoziò un accordo con il dipartimento di polizia di Houston che consentì alle donne di diventare agenti di polizia. Convinse i vigili del fuoco di Houston ad accettare che le donne servissero come vigili del fuoco. Condusse un importante studio sulla parità di retribuzione che esaminò l'intero libro paga municipale di Houston. Era così dedita a migliorare l'uguaglianza che contò i bagni delle donne rispetto a quelli degli uomini in tutta Houston, contribuendo a portare anche questo numero in parità.
Northcutt ha contribuito ad aumentare drasticamente il numero di donne che facevano parte di consigli e commissioni. Ha contribuito a far approvare una legge che impediva agli ospedali di far pagare le donne che arrivavano per i kit da stupro. Più tardi, Northcutt sarebbe diventata presidente sia della sezione di Houston che dell'intera sezione del Texas per l'Organizzazione Nazionale delle Donne.
Durante questo periodo, Northcutt era ancora alle dipendenze di TRW, ricevendo uno stipendio parziale poiché era in prestito. Quando il suo trasferimento temporaneo è scaduto, è tornata in TRW per qualche tempo, per poi andare per un anno alla Merrill Lynch, una società di intermediazione di valori mobiliari. Northcutt è poi passata alla divisione TRW Controls e durante questo periodo ha frequentato la scuola di legge di notte.

### Carriera legale
Nel 1984, Northcutt si è laureata con lode presso l'Università di Houston Law Center, diventando un avvocato difensore. Northcutt ha continuato a esercitare la professione legale con particolare enfasi e dedizione alla lotta per i diritti civili. Northcutt ha lavorato per Jane's Due Process, un'organizzazione che garantisce la protezione delle minori legali in gravidanza. Ha lavorato anche per l'ufficio dei procuratori distrettuali della contea di Harris ed è stata il primo pubblico ministero nell'unità di violenza domestica.